# 山西省第二人民医院
37°50′34″N 112°33′00″E / 37.84269°N 112.55008°E
山西省第二人民医院，是位于中华人民共和国山西省太原市的一所三级甲等专科医院，位于太原市迎泽区寇庄西路9号。

## 沿革
最早为山西省第二工人疗养院，1973年1月改为山西医学院第一附属医院二病区。1977年7月29日，山西省劳动卫生职业病防治研究所成立，并于1978年5月18日正式设附属医院。1987年8月13日附属医院改为山西省职业病医院。1995年，增挂院名“山西省第二人民医院”。